# Alegeri legislative în Italia, 2013
Alegerile legislative anticipate din anul 2013 a avut loc în ziua de 25 februarie. Scrutinul a fost convocat ca urmare a demisiei prim-ministrului tehnocrat, Mario Monti.
Principalele formațiuni politice care au fost candidați sunt Poporul pentru Libertate, condus de fostul premier Silvio Berlusconi, Partidul Democrat condus de Pier Luigi Bersani, Mișcarea Cinci Stele condusă de Beppe Grillo și coaliția de centru Cu Monti pentru Italia, condusă de Monti. În recentele sondaje de opinie, Partidul Democrat este cotat cu cele mai multe șanse de câștig.

## Partide și coaliții
Fostul partid de guvernământ din perioada 2008-2011, Poporul pentru Libertate (PdL), al cărui președinte este Berlusconi, va candida singur, deși este membru al Coaliției de Centru-Dreapta. Într-o situație similară se afla și Partidul Democrat, condus de Bersani, fost europarlamentar în perioada 2004-2009, al cărui partid este membru al alianței de stânga, Italia. Bunul Comun. Mișcarea Cinci Stele, un partid nou, fondat în 2009 de către actorul, comedianul și bloggerul italian, Beppe Grillo conține figuri noi și nu este membru al vreunei alianțe electorale.
Coaliția Cu Monti pentru Italia a fost fondată pentru a sprijini reformele premierului tehnocrat Mario Monti și este formată din Alegerea Civică, o listă electorală fondată de către șeful guvernului, Uniunea de Centru și Partidul Viitor și Libertate, desprins din PdL în 2010.

## Camera Deputaților
| Partide | Partide                   | Voturi     | %     | Locuri |
| ------- | ------------------------- | ---------- | ----- | ------ |
|         | Mișcarea Cinci Stele      | 8.691.406  | 25,56 | 108    |
|         | Partidul Democrat         | 8.646.034  | 25,43 | 292    |
|         | Poporul pentru Libertate  | 7.332.134  | 21,56 | 97     |
|         | Alegerea Civică           | 2.823.842  | 8,30  | 37     |
|         | Liga Nordului             | 1.390.534  | 4,09  | 18     |
|         | Stânga Ecologie Libertate | 1.089.231  | 3,20  | 37     |
|         | Revoluție Civilă          | 765.189    | 2,25  | -      |
|         | Frați din Italia          | 666.765    | 1,96  | 9      |
|         | Uniunea de Centru         | 608.321    | 1,79  | 8      |
|         | Opri Declinul             | 380.044    | 1,12  | -      |
|         | Dreptul                   | 219.585    | 0,65  | -      |
|         | Centrul Democrat          | 167.328    | 0,49  | 6      |
|         | Viitor și Libertate       | 159.378    | 0,47  | -      |
|         | Südritoler Volkspartei    | 146.800    | 0,43  | 5      |
|         | Alte liste                | 919.164    | 2,70  | -      |
| Total   | Total                     | 34.005.755 |       | 617    |

## Senatul Republicii
| Partide | Partide                                 | voturi    | voturi (%) | locuri |
| ------- | --------------------------------------- | --------- | ---------- | ------ |
|         | Partidul Democrat (PD)                  | 9,685,437 | 31.6%      | 123    |
|         | Partidul Poporul Pentru Libertate (PdL) | 9,405,652 | 30.7%      | 117    |
|         | Mișcarea de Cinci Stele (M5S)           | 7,286,550 | 23.8%      | 54     |
|         | Cu Monti pentru Italia (CMI)            | 2,797,486 | 9.1%       | 19     |